# Salix arenaria
Salix arenaria är en videväxtart som beskrevs av Carl von Linné. Salix arenaria ingår i släktet viden, och familjen videväxter. Inga underarter finns listade i Catalogue of Life.